# Agaçac (Avairon)
Agaçac (en francès Aguessac) és un municipi occità del Roergue (Guiana), situat al departament de l'Avairon i a la regió d'Occitània, a l'estat francès.

## Demografia
| 1962                                       | 1968 | 1975 | 1982 | 1990 | 1999 | 2006 |
| ------------------------------------------ | ---- | ---- | ---- | ---- | ---- | ---- |
| 687                                        | 709  | 714  | 615  | 811  | 833  | 832  |
| Des de 1962: població sense dobles comptes |      |      |      |      |      |      |

## Administració
| Període   | Identitat         | Partit |
| --------- | ----------------- | ------ |
| 2001-2008 | Jacques Commayras |        |
| 2008-     | Aimé Heral        |        |